# فيكتور بيرالتا
فيكتور بيرالتا (بالإسبانية: Víctor Peralta)‏ (6 مارس 1908 – 25 ديسمبر 1995) هو ملاكم أرجنتيني راحل، مثّل بلاده في الألعاب الأولمبية الصيفية 1928.

## روابط خارجية
فيكتور بيرالتا على موقع بوكس ريك (الإنجليزية) (registration required)
- فيكتور بيرالتا على موقع أوليمبيديا (الإنجليزية)